# Petter Eriksson
Petter Eriksson, född 28 augusti 1988, svensk orienterare.
Eriksson tävlar för Ärla IF med ett JVM-silver som främsta merit. 2010 tog han även ett SM-silver i Umeå på medeldistansen, endast tio sekunder från segrande Erik Rost.